# 亚罗波尔克·罗斯季斯拉维奇
亚罗波尔克·罗斯季斯拉维奇（12世纪—1182年？）是1174年至1175年间的俄罗斯弗拉基米尔大公。他是安德烈·博戈柳布斯基的侄子。文獻上首次提到此人時的時間點是1162年。